# Sarina
Sarina is een plaats in de Australische deelstaat Queensland en telt 2964 inwoners (2001).